# Indigofera thikaensis
Indigofera thikaensis är en ärtväxtart som beskrevs av Jan Bevington Gillett. Indigofera thikaensis ingår i släktet indigosläktet, och familjen ärtväxter. Inga underarter finns listade i Catalogue of Life.